# Estoril Open (golf)

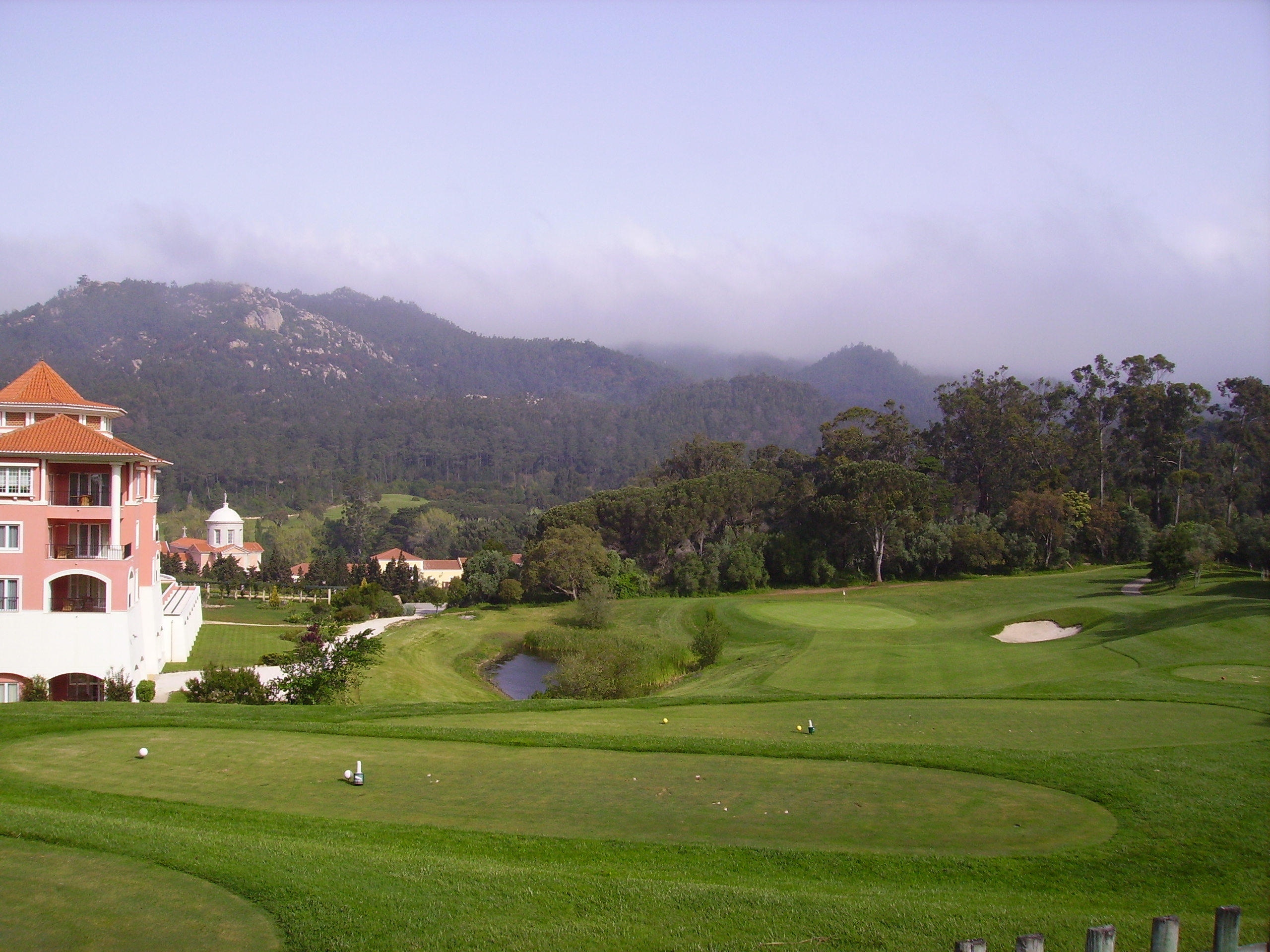
Penha Longa Golf Club

Het Estoril Open van 1999 was een golftoernooi van de Europese PGA Tour. Het werd in 2005 een van de vele namen van het Portugees Open.
De editie van 1999 vond plaats van 15 tot en met 18 april op de Linho Sintra in Estoril en werd gewonnen door Jean François Remesy met een score van -2. De tweede plaats werd gedeeld door David Carter, Andrew Coltart en Massimo Florioli.
 Robert-Jan Derksen en Rolf Muntz deden mee, maar kwalificeerden zich niet voor het weekend.
Daarna werd de naam gebruikt voor het Portugees Open als dat in Estoril gespeeld werd. Het is dus geen voortzetting van het toernooi van 1999. 
In 2007 werd het toernooi gewonnen door amateur Pablo Martin Benavides, die daarna professional werd.

## Winnaars
| Estoril Open de Portugal                          | Estoril Open de Portugal           | Estoril Open de Portugal    | Estoril Open de Portugal | Estoril Open de Portugal |
| Jaar                                              | Baan                               | Winnaar                     | Score                    | Score                    |
| ------------------------------------------------- | ---------------------------------- | --------------------------- | ------------------------ | ------------------------ |
| 1999                                              | Linho Sintra                       | Jean François Remesy        |                          |                          |
| Estoril Open de Portugal Caixa Geral de Depositos |                                    |                             |                          |                          |
| 2005                                              | Le Meridien Penina Golf and Resort | Paul Broadhurst             | 271                      | -13                      |
| Estoril Open de Portugal                          |                                    |                             |                          |                          |
| 2007                                              | Quinta da Marinha, Oitavos Golfe   | Pablo Martin Benavides (AM) | 277                      | -7                       |
| 2008                                              | Oitavos Dunes                      | Grégory Bourdy              | 266                      | -18                      |
| 2009                                              | Oitavos Dunes                      | Michael Hoey                | 277                      | -7                       |
| 2010                                              | Penha Longa Golf Club              | Thomas Bjørn                | 265                      | -23                      |